# Aphelinus minutus
Aphelinus minutus is een vliesvleugelig insect uit de familie Aphelinidae. De wetenschappelijke naam is voor het eerst geldig gepubliceerd in 1905 door Meunier.